# Kritisk punkt (analys)
En kritisk punkt för en deriverbar funktion är en punkt där alla partiella derivator är noll. Ett annat namn för kritiska punkter är stationära punkter.
Kritiska punkter är intressanta när man söker extrempunkter för funktioner, eftersom extrempunkter endast kan finnas där derivatan är noll eller odefinierad samt på randen till definitionsmängden. Kritiska punkter behöver dock inte vara extrempunkter – de kan också vara terrass- eller sadelpunkter.
En metod för att för funktioner av en variabel skilja terrasspunkter från extrempunkter är att undersöka en funktions andraderivata. Om den är positiv i punkten är den kritiska punkten ett minimumpunkt; om andraderivatan är negativ är punkten en maximumpunkt; och om andraderivatan är noll kan punkten vara en terrasspunkt. (I det tredje fallet kan punkten undersökas med högre ordningens derivata, men det är inte alltid denna metod leder till ett resultat.) För en funktion av flera variabler appliceras dessa villkor på samtliga partiella derivator i punkten. I det fall de partiella derivatorna har olika tecken är den kritiska punkten en sadelpunkt.